# Zacharias Aminoff
Zacharias Aminoff, född 8 november 1634, död 1710 i Viborg, var en svensk militär.
Zacharias Aminoff var son till överste Esaias Aminoff och Pelageia Skudin. Han blev musketerare vid Österbottens regemente 1651, furir 1652, förare 1653, sergeant 1654, fänrik 1655 och löjtnant 1657. Aminoff deltog i Karl X Gustavs polska krig, deltog där i belägringen av Riga och erövrade där en fana och blev under striderna svårt sårad. År 1658 ledde han vid stormningen av Mitau 50 grenadjärer och blev då svårt sårad. Aminoff befordrades 1658 till kaptenlöjtnant. Under Karl X Gustavs andra danska krig deltog han i belägringen av Kolding och blev då fången och satt fängslad i ett och ett halvt år, innan han lyckades fly. Aminoff befordrades 1659 till regementskvartermästare, 1664 till kapten och blev 1673 sekundryttmästare vid Smålands kavalleriregemente. År 1674 blev han tredje major vid Salpetersjuderiregementet, 1677 överstelöjtnant vid Östgöta skvadron. Aminoff deltog i skånska kriget och utmärkte sig under reträtten efter slaget vid Uddevalla då han med 200 man lyckades stoppa de förföljande danskarna och även återta två kanoner. Den 23 oktober 1677 blev han kommendant på Bohus fästning. Aminoff blev 1688 överste och chef för tyska livregementet till fot och 1689 chef för Viborgs läns infanteriregemente. Han erhöll avsked 1700, men återinträdde 1702 i armén som överste och kommendant i Viborg. Han lämnade posten kort före sin död, innan staden intogs av ryska trupper.